# Neolamprologus cylindricus
Neolamprologus cylindricus è un pesce d'acqua dolce appartenente alla famiglia Cichlidae ed alla sottofamiglia Pseudocrenilabrinae.

## Distribuzione e habitat

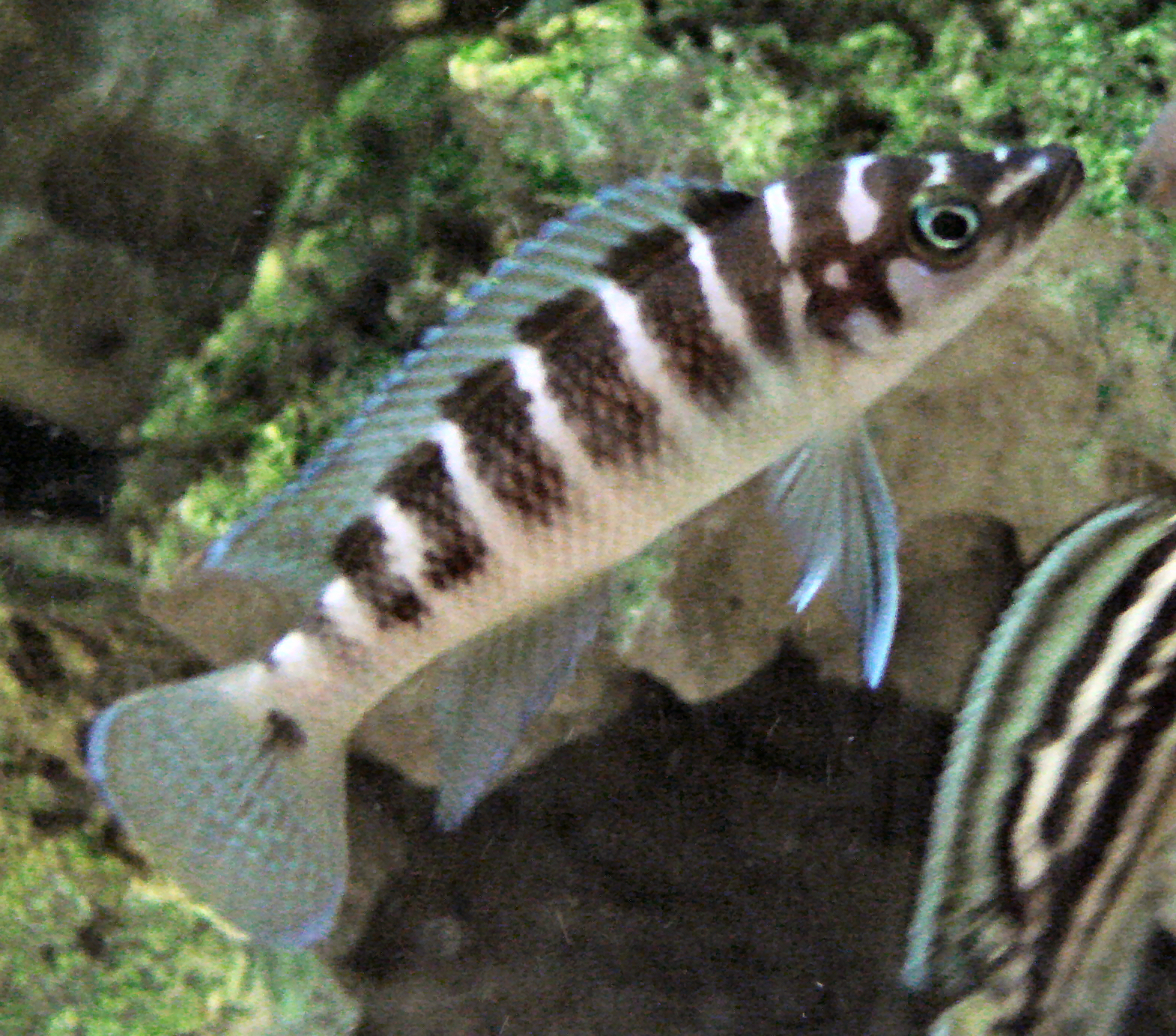
Neolamprologus cylindricus

Proviene dal Lago Tanganica, nell'Africa orientale. Nuota dove l'acqua non è molto profonda.

## Descrizione
Il corpo è allungato e non molto compresso ai lati. La colorazione è bianca con molte strisce verticali nere o grigio scuro. Le pinne pelviche, il bordo della pinna dorsale e quelli delle pinna anale e caudale sono azzurri. È presente anche una striscia azzurra al di sotto dell'occhio.
Non supera gli 11 cm.

## Biologia

### Comportamento
È un pesce molto aggressivo, specialmente nel periodo riproduttivo, e difende il suo territorio da tutti i possibili intrusi.

### Alimentazione
Si nutre di gamberi ed altri invertebrati acquatici.

### Riproduzione
È un pesce oviparo e la fecondazione è esterna. Le uova vengono deposte nel substrato o in anfratti rocciosi. Quando le uova si schiudono entrambi i genitori si occupano degli avannotti finché non sono autosufficienti.

## Acquariofilia
Non è particolarmente comune negli acquari.